# Deutsche Stiftung Kulturlandschaft
Landschafft! – Deutsche Stiftung Kulturlandschaft ist eine primär operativ tätige private Stiftung bürgerlichen Rechts mit Sitz in Berlin. Sie wurde im November 2006 vom Deutschen Bauernverband ins Leben gerufen. Erste Vorstandsvorsitzende war Angelika Westerwelle. Seit Dezember 2009 hatte Stephanie Egerland-Rau, Kanzlerin der Hafencity-Universität Hamburg (HCU), den Vorsitz inne. Am 13. Juni 2014 hat Helmut Born, ehemaliger Generalsekretär des Deutschen Bauernverbandes, das Amt übernommen. Seit dem 1. Juli 2014 verfügt die Stiftung über keine hauptamtliche Geschäftsstelle mehr.

## Ziele
Die Deutsche Stiftung Kulturlandschaft setzt sich für die Erhaltung und Entwicklung der über Jahrhunderte gewachsenen bäuerlich geprägten Kulturlandschaft in ihren regionaltypischen Erscheinungsformen und mit ihren vielfältigen ökonomischen, ökologischen, sozialen und kulturellen Funktionen ein.
Maßgeblich wird die Stiftungsarbeit von der Zielvorstellung geleitet, eine ökonomisch tragfähige nachhaltige Nutzung und Entwicklung der Kulturlandschaft als Existenzgrundlage ihrer Bewohner auch in Zukunft zu sichern. Der Verfassungsgrundsatz von der Gleichwertigkeit der Lebensverhältnisse ist dabei ein wesentlicher Leitgedanke. Dahinter steht die Überzeugung, dass der ländliche Raum als Lebens- und Wirtschaftsraum nicht zugunsten urbaner Wachstumszentren und Agglomerationsräume vernachlässigt bzw. aufgegeben werden darf.
Der Name Landschafft! steht dabei programmatisch für den strategischen Ansatz „Schutz durch Nutzung“ und verdeutlicht anschaulich die sozio-ökonomische Leistungsfähigkeit und bürgerschaftlichen Potenziale der ländlichen Regionen.
Die Stiftung möchte durch ihre Projektarbeit sowie durch ihre Informations- und Kommunikationstätigkeit aktiv zu einem besseren Verständnis kulturlandschaftlicher Voraussetzungen, Prozesse und Zusammenhänge in der Öffentlichkeit und damit einem sachlich fundierten Werte- und Zieldiskurs beitragen.

## Aktivitäten
Die Deutsche Stiftung Kulturlandschaft möchte mit ihrem 2009 erstmals in Mecklenburg-Vorpommern ausgelobten Wettbewerb Kunst fürs Dorf – Dörfer für Kunst punktuelle Impulse für mehr bürgerschaftliches Miteinander in vom ländlichen Strukturwandel betroffenen Regionen setzen. Das Pilotprojekt wurde in Kooperation mit dem Land Mecklenburg-Vorpommern durchgeführt und von der Berliner Kuratorin Simone Tippach-Schneider begleitet. 2011 waren fünf Dörfer in Niedersachsen Schauplätze des Geschehens. An der dritten Runde im Sommer 2013 nahmen drei Dörfer in Mecklenburg-Vorpommern, Hessen und Sachsen teil. Der gesamte Projektverlauf wurde von ZDF/ARTE in einer sechsteiligen Fernsehserie dokumentiert. Am 1. Juli 2014 wurde bekannt gegeben, dass die Stiftungsinitiative als „Ausgezeichneter Ort im Land der Ideen“ prämiert wird. Das auf Partizipation und Interaktion angelegte Projekt beruht auf der Idee, dass künstlerische Interventionen in besonderer Weise dazu geeignet sind, öffentliche Meinungsbildungs- und Mitgestaltungsprozesse anzuregen und örtlich vorhandene soziale und kreative Potenziale freizulegen. Zugleich verbindet sich damit der Wunsch eines kulturellen Brückenschlags zwischen den etablierten Zentren zeitgenössischer Kunst und dem für aktuelle künstlerische Positionsbestimmungen noch weitgehend offenen ländlichen Raum.
Mit dem 2008 erstmals verliehenen Preis Landschafft! zeichnet die Stiftung Landkreise und ländlich geprägte Regionen aus, die sich durch eine innovative Strukturpolitik oder beispielhafte Initiativen zur Aufwertung des ländlichen Raums hervorgetan haben.
Im Dezember 2010 hat die Stiftung zusammen mit dem vom Bundesministerium für Ernährung, Landwirtschaft und Verbraucherschutz geförderten aid infodienst Ernährung, Landwirtschaft, Verbraucherschutz e. V. einen umfangreichen praxisorientierten Leitfaden zum landschaftsverträglichen Bauen für die Landwirtschaft veröffentlicht. Seitdem bildet die Ländliche Baukultur einen thematischen Schwerpunkt der Stiftungsarbeit.
Darüber hinaus beschäftigt sich die Stiftung auch mit dem Thema „Neue Energielandschaften“ und fordert in diesem Kontext die stärkere Berücksichtigung gestalterischer und regionalwirtschaftlicher Belange beim weiteren Ausbau der Erneuerbaren Energien.

## Kooperationen
Die Deutsche Stiftung Kulturlandschaft kooperiert auf Länderebene mit den vor allem im Bereich des produktionsintegrierten Naturschutzes aktiven Kulturlandschaftsstiftungen (z. B. Stiftung Rheinische Kulturlandschaft).